# ホセ・アンヘル・ゴメス・マルチャンテ
ホセ・アンヘル・ゴメス・マルチャンテ（José Ángel Gómez Marchante、1980年5月30日 - ）は、スペイン、マドリード州の、サン・セバスティアン・デ・ロス・レイエス出身の自転車競技（ロードレース）選手。

## 経歴
2004年に、コスタ・デ・アルメリア＝パテルニナと契約を結んでプロ転向。同年のブエルタ・ア・エスパーニャにおいて、総合7位と健闘。
2005年、サウニエル・ドゥバル＝プロディール（現 フジ＝セルベット）に移籍。
2006年のバスク一周で総合優勝（区間1勝）を果たし、同年のブエルタ・ア・エスパーニャでは総合5位に入った。
しかしその後、2007年はシーズン通じて活動したものの、2008年は体調がすぐれず、ほとんどレースに出る機会はなかった。
2009年、サーヴェロ・テストチームに移籍。
2010年、アンダルシア・カハスルに移籍。